# Чемпионат мира по фигурному катанию 1911
Чемпионат мира по фигурному катанию 1911 года был проведён Международным союзом конькобежцев в Швеции и Венгрии. Фигуристы соревновались в мужском, женском одиночном катании и в парном катании.
Соревнование среди мужчин проходили с 2 по 3 февраля в Берлине, среди женщин и среди пар — с 22 января в Вене.

## Участники
В чемпионате приняло участие 11 спортсменов из 6-ти стран:
| Мест | Мужчины                                            |
| ---- | -------------------------------------------------- |
| 3    | Венгрия · Швеция                                   |
| 2    | Германия                                           |
| 1    | Австрия · Норвегия · Великое княжество Финляндское |

## Результаты

### Мужчины
| Место | Имя               | Страна   | Сумма мест |
| ----- | ----------------- | -------- | ---------- |
| 1     | Ульрих Сальхов    | Швеция   | 14         |
| 2     | Вернер Риттбергер | Германия | 17         |
| 3     | Фриц Кахлер       | Австрия  | 20         |
| 4     | Андор Сенде       | Венгрия  | 26         |
| 5     | Рикард Юханссон   | Швеция   | 27         |
| 6     | Мартин Стиксруд   | Норвегия | 43         |
| 7     | Дунбар Поле       | Швеция   | 47         |

### Женщины
| Место | Имя                    | Страна   | Сумма мест |
| ----- | ---------------------- | -------- | ---------- |
| 1     | Лили Кронбергер        | Венгрия  | 7          |
| 2     | Опика фон Мерай-Хорват | Венгрия  | 14         |
| 3     | Людовика Эйлерс        | Германия | 21         |

### Пары
| Место | Имя                                | Страна                                  | Сумма мест |
| ----- | ---------------------------------- | --------------------------------------- | ---------- |
| 1     | Людовика Эйлерс и Вальтер Якобссон | Германия/ Великое княжество Финляндское | 7          |